# ورزشگاه بارومبونگ
ورزشگاه بارومبونگ (به لاتین: Barombong Stadium) یک ورزشگاه در اندونزی است که در ماکاسار واقع شده‌است.